# Scybalocanthon arcabuquensis
Scybalocanthon arcabuquensis är en skalbaggsart som beskrevs av Molano och Medina 2010. Scybalocanthon arcabuquensis ingår i släktet Scybalocanthon och familjen bladhorningar. Inga underarter finns listade i Catalogue of Life.